# Anatolanthias apiomycter
Anatolanthias apiomycter – gatunek ryby z rodziny strzępielowatych, jedyny przedstawiciel rodzaju Anatolanthias Anderson, Parin & Randall, 1990. 

Występowanie: południowo-wschodni Ocean Spokojny.